# هیدروکسید برلیوم
هیدروکسید برلیوم (به انگلیسی: Beryllium hydroxide) یک ترکیب شیمیایی با شناسه پاب‌کم ۲۵۸۷۹ است. شکل ظاهری این ترکیب، بلورهای کدر سفید است.